# Kersa Dula
Kersa Dula est un ancien woreda du Sud de l’Éthiopie rattaché à la zone Afder de la région Somali. Ce district est créé peu avant le recensement de 2007 et disparaît par la suite.
Appelé Karsadula, Qarsaduule ou d'autres formes de ce nom, le centre administratif de ce district compte 3 631 habitants en 2007 et se situe une quarantaine de kilomètres au sud-est de Bidre, Bidre étant le chef-lieu du woreda Meda Welabu dans la zone Bale de la région Oromia.
Le district figure au recensement de 2007 au titre de la zone Afder de la région Somali avec 42 774 habitants pour 6 036 km2 de superficie,. Il isole ainsi temporairement un territoire qui se rattachait au début des années 2000 à la zone Bale et à la région Oromia et qui y retourne par la suite.